# بسمه بنت سعود
بسمه بنت سعود بن عبدالعزیز آل سعود (به انگلیسی: Basmah bint Saud) زاده ۱ مارس ۱۹۶۴ ‏(۶۱ سال) در ریاض یک تاجر و از شاهزادگان عربستان سعودی است. او کوچکترین فرزند سعود بن عبدالعزیز پادشاه سابق عربستان می‌باشد. فعالیت‌های چندین ساله شاهدخت بسمه در زمینه حقوق بشر، رفع تبعیض علیه زنان و اصلاحات قانونی او را به چهره‌ای شناخته شده در زمینه فعالیت‌های مدنی در میان خانواده سلطنتی عربستان تبدیل کرده‌است. او در سال ۲۰۱۶ از فعالان اصلاحات قانون اساسی بود و برای ارائه قانون راه چهارم معروف است.

## زندگی
بسمه ۱۱۵مین و کوچکترین فرزند پدرش ملک سعود است که از ۱۹۵۳ تا ۱۹۶۴ پادشاه عربستان بود و مادرش شاهدخت جمیله بنت اسد ابراهیم ماری اهل بندر لاذقیه در سوریه است که به عربستان سعودی مهاجرت کرد. بسمه بنت سعود دختر برادر ملک سلمان پادشاه فعلی عربستان است. بسمه در ماه‌های پایانی سلطنت ملک سعود به دنیا آمد، در همان ماهی که حکمرانی پدرش با کودتایی سلطنتی پایان یافت. در سال ۱۹۶۴ کودتایی علیه «ملک سعود بن عبدالعزیز» پدر بسمه توسط ملک فیصل پادشاه وقت و عموی بسمه صورت گرفت. به دنبال این اقدام، ملک سعود به خارج از عربستان تبعید شد. پس از درگذشت ملک سعود مادرش بسمه را بهبیروت پایتخت لبنان برد که در آن زمان در مهمترین مرکز جهانگردی خاورمیانه بشمار می‌رفت و او بخشی از دوران کودکی‌اش را در بیروت لبنان گذراند. هنگامی که جنگ داخلی لبنان در سال ۱۹۷۵ آغاز شد، بسمه همراه خانواده به بریتانیامهاجرت کرد. بسمه تا پنج سالگی فقط دو پدرش را دید. شاهدخت بسمه و مادرش، جمیله، گاه در لندن و گاه در ایالات متحده زندگی کردند.
در سال ۱۹۸۸ بسمه با شجاع بن نامی بن شاهین الشریف فرزند ملک عبدالعزیز و جانشین پادشاه سعودی، که دارای هفت فرزند بود، ازدواج کرد. و دارای دو پسر به نام‌های سعود و احمد و سه دختر به‌نام‌های سارة، سماهر و سهود شد. وی در سال ۲۰۰۷ از همسرش جدا شد.
شاهدخت بسمه مدتی در لندن به یک بانوی بازرگان و وبلاگ‌نویس و روزنامه‌نگار تبدیل شد و از منزل مسکونی خود در لندن برای ایجاد تغییرات در کشورش تلاش می‌کرد.
در مارس ۲۰۱۹، شاهدخت بسمه هنگامی که سعی می‌کرد عربستان سعودی را برای مراقبت پزشکی به مقصد سوئیس ترک کند، توسط ۸ فرد مسلح دستگیر شد و از آن زمان تاکنون از دید عموم مفقود شده‌است. گزارش شده‌است که او در زندان الحائر در ۴۰ کیلومتری ریاض نگهداری می‌شود. در ۱۵ آوریل ۲۰۲۰، شاهزاده بسمه در اکانت توییتر رسمی‌اش از عموی خود ملک سلمان، پادشاه عربستان، خواسته تا او را آزاد کند. در این توییت، که بعداً حذف شد، او نوشته بود «در زندان حائر در بازداشت» و «وضعیت سلامتیش رو به وخامت» است. او در توییت دیگری از ملک سلمان، پادشاه عربستان، و محمد بن سلمان، ولیعهد، درخواست کرده بود که: «پرونده‌ام را بازبینی کنید و مرا آزاد کنید چون من هیچ کار اشتباهی نکرده‌ام.»

## دیدگاه‌ها
شاهدخت بسمه در نوشته‌های خود انتقادات تندی نسبت به مسائل حساس در جامعه عربستان مثل حقوق زنان، فقر و نیروی پلیس دینی ابراز می‌کند.
بسمه بارها تأکید کرده‌است که تمایلی به ترک کشورش نداشته و مخالف پادشاه و دیگر عموهای خود نیست بلکه نسبت به وزرا و مسئولینی انتقاد دارد که اداره امور روزانه مملکت را در دست دارند.
وی همچنین گفته‌است که فرد براندازی نبوده و خواهان تغییر حکومت در عربستان نیست. مشکل اصلی در این کشور را وزیران و مقاماتی می‌داند که به دلیل نبود نظارت و پیگیری لازم، به وظایف خود به درستی عمل نمی‌کنند و مسائل و مشکلات بسیاری را برای جامعه ایجاد کرده‌اند.
بسمه می‌گوید که تعداد اعضای خانواده حاکم عربستان ۱۵ هزار نفر است که تنها دو هزار نفر آن‌ها از ثروت‌های هنگفت و قدرت برخوردارند و به دلیل ترس از دست دادن امتیازات خود جرئت انتقاد از وضعیت موجود در عربستان را ندارند.
این شاهزاده دربارهٔ نقض حقوق بشر زنان در عربستان، فقر، افراط گرایی دینی و تأثیرات بسیار منفی رفتارهای هیئت امر به معروف و نهی از منکر (پلیس دینی) نیز در مطالبی را مطرح کرده‌است.
بسمه تأکید کرده‌است: در کنار خانواده حاکم در عربستان سعودی باقی می‌مانم ولی نمی‌توانم دربارهٔ آنچه در کشورش روی می‌دهد مانند توزیع نامناسب قدرت و ثروت ساکت باشم. همچنان به گفتن حقیقت به عموهای خود، پایبند هستم البته ممکن است خطای من به دلیل پافشاری بر گفتن واقعیت به آن‌ها باشد هرچند عموهای من تمایلی به شنیدن این انتقادات نداشته باشند ولی به نظرم آن‌ها باید این مطالب را بشنوند به ویژه اگر از سوی یک عضو خانواده حاکم مطرح شده باشد.

## قانون راه چهارم
در سال ۲۰۱۴ از طریق مرکز تحقیقاتی، GURA، مستقر در لندن، قانون راه چهارم توسط اتحادیه اروپا ثبت و مستندسازی شد. شاهدخت بسمه برای نظارت بین‌المللی حقوق بشر، تحولات ژئوپلیتیکی، توسعه بین‌المللی، مراکز آموزشی در زمینه‌های مختلف ایجاد کرد که مربوط به فرهنگ قانون راه چهارم در مقیاس جهانی مانند امنیتی، اقتصادی و اداری است.
خاطر نشان شده‌است که بسیاری از کشورها، مانند آمریکا و انگلیس، هنگام تصمیم‌گیری در مورد امنیت فکری، زیست‌محیطی و اقتصادی، که سایر مراکز تحقیقاتی ویژه بین‌المللی در مورد آنها بحث نکرده‌اند، توصیه‌های قانون راه چهارم را بکار بسته‌اند.
یکی از این توصیه‌ها تصمیم اوباما رئیس‌جمهور آمریکا در سال ۲۰۱۴ برای اجرای قانونی برای نظارت بر سایت‌های شبکه‌های اجتماعی و تدوین قوانین تخصصی برای آن بود. این ایده هنگامی مطرح شد که شاهدخت بسمه آن را در سال ۲۰۱۱ در مرکز تحقیقاتی دانشگاه ییل در نیویورک مطرح کرد. روسای هیئت مدیره گوگل، یاهو و مایکروسافت در سخنرانی وی حضور داشتند.
بسیاری از بخش‌های قانون راه چهارممربوط به حقوق بشر نیز پس از سخنرانی معروف در دانشگاه کمبریج در سال ۲۰۱۲ در انگلیس به تصویب رسید. در ژوئیه سال ۲۰۱۵، دولت انگلیس تمام توصیه‌های ارائه شده توسط شاهدخت بسمه را در قانون راه چهارم در طول اقامت وی در انگلیس (۲۰۱۱–۲۰۱۴) پذیرفت.